# Barnstedt (Dörverden)
Barnstedt is een plaats in de Duitse gemeente Dörverden, deelstaat Nedersaksen, en telt 70 inwoners (2002.02.15).